# Mustelus punctulatus
La musola punteada (Mustelus punctulatus) es un tiburón de la familia Triakidae, que habita en las plataformas continentales del Atlántico subtropical oriental desde el mar Mediterráneo hasta el Sahara Occidental entre las latitudes 45° N y 20º N, desde la superficie hasta los 250 m de profundidad. Su longitud máxima es de 1,5 m.